# Condado de Triviana
El condado de Triviana es un título nobiliario español creado el 23 de junio de 1613 por el rey Felipe III a favor de Mariana Vélez Ladrón de Guevara y Orbea, señora de Triviana.

## Condes de Triviana
|                         | Titular                                                    | Periodo                 |
| Creación por Felipe III | Creación por Felipe III                                    | Creación por Felipe III |
| ----------------------- | ---------------------------------------------------------- | ----------------------- |
| I                       | Mariana Vélez Ladrón de Guevara y Orbea                    | 1613-¿?                 |
| II                      | Ana María de Álava y Guevara                               | ¿?-1623                 |
| III                     | Mariana de Idiáquez y Álava                                | 1623-1671               |
| IV                      | Isabel de Idiáquez y Álava                                 | 1671-1681               |
| V                       | Antonio Joaquín de Villela y Idíaquez                      | 1681-1704               |
| VI                      | Isabel de Villela y Vega de Álava                          | 1704-¿?                 |
| VII                     | Ana María de Orozco y Villela                              | ¿?-1738                 |
| VIII                    | Joaquín Antonio Osorio y Orozco Manrique de Lara           | 1738-1782               |
| IX                      | Benito Osorio Orozco y Lasso de la Vega                    | 1782-¿?                 |
| X                       | Ortuño Aguirre-Zuazo y del Corral                          | ¿?-1811                 |
| XI                      | María de las Nieves Amalia del Pilar Aguirre-Zuazo y Acedo | 1812-1876               |
| XII                     | José María de Ezpeleta y Aguirre-Zuazo                     | 1876-1885               |
| XIII                    | Ortuño de Ezpeleta y Samaniego                             | 1885 -1919              |
| XIV                     | María de la Purificación de Ezpeleta y Álvarez de Toledo   | 1919-1946               |
| XV                      | Fernando de Villar-Villamir y Ezpeleta                     | 1949-1984               |
| XVI                     | Blanca María del Carmen de Villar-Villamir y Ezpeleta      | 1986-1994               |
| XVII                    | Carlos Sánchez-Navarro y Villar-Villamir                   | 1995-2010               |
| XVIII                   | Juan Pablo Cervantes Sánchez-Navarro                       | 2010-actual titular     |

## Historia de los condes de Triviana
- Mariana Vélez Ladrón de Guevara y Orbea (m. Valladolid, 16 de diciembre de 1627), I condesa de Triviana,[1][2] hija de Pedro Vélez de Guevara, IV conde de Oñate y su esposa Ana de Orbea.[3] Después de enviudar alrededor de 1604 y, cumpliendo los deseos de su esposo, fundó el convento de San Antonio en Vitoria.

Casó en 1593 con Carlos de Álava, hijo de Pedro de Álava y María Dujardin, Le sucedió su hija:

Escudo del II duque de Ciudad Real, conde consorte de Triviana

- Ana María de Álava y Guevara (m. 28 de enero de 1623), II condesa de Triviana.[2]

Casó en 1613 con Juan Alonso de Idiáquez de Butrón y Múgica (1597-1653), II duque de Ciudad Real, II marqués de San Damián  en Lombardía, II conde de Aramayona, II conde de Biandrina. Le sucedió su hija:
- Mariana de Idiáquez y Álava (29 de agosto de 1617-22 de septiembre de 1671),[7] III condesa de Triviana.[8]

Casó con Alonso de Silva Mendoza de la Cerda y Guzmán (m. 26 de abril de 1682), VI conde de Galve. Sin descendencia, sucedió su hermana:
- Isabel Idiáquez de Álava (m.  15 de enero de 1681), IV condesa de Triviana.[2]

Casó con Pedro de Villela y Zorrilla, I conde de Lences I vizconde de Villerías, caballero de Santiago y mayordomo de la reina Mariana de Austria. Le sucedió su hijo:
- Antonio Joaquín de Villela y Idiáquez (m. 16 de octubre de 1704), V conde de Triviana,[9] III conde de Lences y III vizconde de Villerías.[9]

Contrajo matrimonio en 1678 con Teresa de Vega y Menchaca. Le sucedió su hija:
- Isabel de Villela y Vega de Álava, VI condesa de Triviana,[9] IV condesa de Lences y IV vizcondesa de Villerías.[9]

Casó en 1702 con Francisco de Orozco y Zapata, IV marqués de Mortara, III marqués de Olías y IV marqués de Zarreal. Sucedió su hija:
- Ana María de Orozco y Villela (1711-1738),[6] VII condesa de Triviana,[9] VII duquesa de Ciudad Real,[6] IV marquesa de Olías, VII marquesa de San Damián, VII condesa de Aramayona, condesa de Barrica, V marquesa de Mortara, IV marquesa de Zarreal, V condesa de Lences, IV marquesa de Olías, V vizcondesa de Villerías, VII condesa de Biandrina.[9]

Casó, siendo su primera esposa, con Vicente Osorio y Vega, quinto hijo de Manuel Pérez Osorio Vega Enríquez de Guzmán, VI marqués de Montaos, VIII conde de Grajal, IX conde de Fuensaldaña, y de Josefa Antonia de Guzmán y Spínola. Le sucedió su hijo:
- Joaquín Antonio Osorio y Orozco Manrique de Lara (1734-2 de mayo de 1782[6]), VIII conde de Triviana,[9] VIII duque de Ciudad Real,[6] VI marqués de Mortara, V marqués de Olías, V marqués de Zarreal, VIII marqués de San Damián, VI conde de Lences, II conde de Aramayona.[9]

Casó con Rafaela Lasso de la Vega y Sarmiento, hija de Luis Lasso de la Vega y Córdoba, II duque del Arco. Le sucedió su hijo:
- Benito Osorio Orozco y Lasso de la Vega (1781-1819), IX conde de Triviana,[9] IX duque de Ciudad Real,[6] VII marqués de Mortara, VI marqués de Olías, VI marqués de Zarreal, IX marqués de San Damián, VII conde de Lences y IX conde de Aramayona.

Casó en primeras nupcias con María Paula de Mena y Benavides. Sin descendientes. Contrajo un segundo matrimonio con Josefa de Carroz Centelles Catalá de Valeriola, III duquesa de Almodóvar del Río. Sin descendientes, le sucedió:

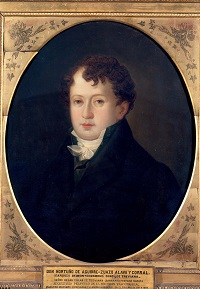
X conde de Triviana

- Ortuño Aguirre-Zuazo y del Corral (Vitoria, 15 de mayo de 1767-París, 8 de junio de 1811), X conde de Triviana[10] y VI marqués de Montehermoso. Era hijo de José María Aguirre Ortés de Velasco, V marqués de Montehermoso y de Concepción del Corral y Aguirre.

Casó el 11 de marzo de 1800, en la iglesia de San Vicente en Vitoria, con María del Pilar de Acedo y Sarriá, IV condesa del Vado y III condesa de Echauz. Les sucedió su hija:
- María de las Nieves Amalia del Pilar Aguirre-Zuazo y Acedo (1801-29 de octubre de 1876[11]), XI condesa de Triviana,[12] II duquesa de Castro-Terreño,[12] IV condesa de Echauz, VI condesa del Vado[12] y dama de la Orden de María Luisa.[13]

Casó con José María de Ezpeleta y Enrile (m. 1847), II conde de Ezpeleta de Veire, marqués de Tejada de San Llorente, marqués de Caracena del Valle, conde de Casa Trejo.
- José María de Ezpeleta y Aguirre-Zuazo (Pamplona, 4 de septiembre de 1818-Pamplona, 8 de junio de 1885), XII conde de Triviana,[13] III duque de Castro-Terreño, III conde de Ezpeleta de Veire,[11] diputado por Navarra y senador real vitalicio por Navarra.[13]

Casó el 20 de mayo de 1842, en Madrid, con María de la Soledad Samaniego Pizarro y Asper (m.  1890), hija de Joaquín Félix de Samaniego Pizarro y de Narcisa de Asper y Asper, marqueses de Valverde de la Sierra y de Monte Real, dama de a reina. Sucedió su hijo:
- Ortuño de Ezpeleta y Samaniego (Pamplona, 2 de enero de 1846-Biarritz,28 de marzo de 1919), XIII conde de Triviana,[14] IV duque de Castro-Terreño, IV conde de Ezpeleta de Veire,[11] IX marqués de Montehermoso, V conde de Echauz, mayordomo y jefe de la casa de Isabel II de España y maestrante de Zaragoza.[14]

Casó el 29 de mayo de 1869, en Irún, con María Álvarez de Toledo y Caro, XXII condesa de Adernó, en Italia, hija de José Joaquín Álvarez de Toledo y Silva, XVIII duque de Medina Sidonia, y de su esposa y prima carnal, Rosalía Caro y Álvarez de Toledo. Le sucedió su hija:
- María de la Purificación de Ezpeleta y Álvarez de Toledo (Madrid, 11 de junio de 1872-Ciudad de México, 1 de mayo de 1946), XIV condesa de Triviana,[15] V duquesa de Castro-Terreño, V condesa de Ezpelata de Veire,[11] X marquesa de Montehermoso y VI condesa de Echauz.[14]

Casó, siendo la segunda esposa, con Ignacio de Villar-Villamil y López de Peralta, historiador, investigador y académico mexicano. Le sucedió su hijo:
- Fernando de Villar-Villamil y Ezpeleta (1899-1984), XV conde de Triviana,[16][15]  VI duque de Castro-Terreño, VII conde de Echauz.[15] Sin descendientes, le sucedió su hermana:

- Blanca María del Carmen de Villar-Villamil y Ezpeleta (París, 9 de junio de 1913-6 de noviembre de 1993), XVI condesa de Triviana,[15] VII duquesa de Castro-Terreño, XI marquesa de Montehermoso, VII condesa de Ezpeleta de Veire[11] y VIII condesa de Echauz.[15]

Casó con Carlos Sánchez-Navarro. Le sucedió su hijo:
- Carlos Sánchez-Navarro y Villar-Villamil (n. 4 de diciembre de 1947), XVII conde de Triviana,[15] VIII duque de Castro-Terreño, XII marqués de Montehermoso, IX conde de Echauz,[15] VIII conde de Ezpeleta de Veire.[11]

Casó con Luz de Lourdes Quintana Crespo. Le sucedió, por cesión, su sobrino:
- Juan Pablo Cervantes Sánchez-Navarro, XVIII conde de Triviana.[17]